# Municipio de Fairview (condado de Jasper)
El municipio de Fairview (en inglés: Fairview Township) es un municipio ubicado en el condado de Jasper en el estado estadounidense de Iowa. En el año 2010 tenía una población de 2446 habitantes y una densidad poblacional de 16,6 personas por km².

## Geografía
El municipio de Fairview se encuentra ubicado en las coordenadas 41°33′37″N 93°5′16″O / 41.56028, -93.08778. Según la Oficina del Censo de los Estados Unidos, el municipio tiene una superficie total de 147.38 km², de la cual 147,17 km² corresponden a tierra firme y (0,14 %) 0,21 km² es agua.

## Demografía
Según el censo de 2010, había 2446 personas residiendo en el municipio de Fairview. La densidad de población era de 16,6 hab./km². De los 2446 habitantes, el municipio de Fairview estaba compuesto por el 98,81 % blancos, el 0,2 % eran afroamericanos, el 0,08 % eran amerindios, el 0,45 % eran asiáticos, el 0,04 % eran de otras razas y el 0,41 % eran de una mezcla de razas. Del total de la población el 0,53 % eran hispanos o latinos de cualquier raza.